# Exechia similis
Exechia similis är en tvåvingeart som beskrevs av Lastovka och Loïc Matile 1974. Exechia similis ingår i släktet Exechia och familjen svampmyggor.
Artens utbredningsområde är Mongoliet. Arten är reproducerande i Sverige. Inga underarter finns listade i Catalogue of Life.